# Henryk Modrzewski
Henryk Modrzewski, właśc. Henryk Zasacki (ur. 12 maja 1897 w Kańczudze k. Przeworska, zm. 4 października 1965 w Łodzi) – polski aktor teatralny i filmowy, reżyser teatralny, pedagog.

## Życiorys
Absolwent Miejskiej Szkoły Dramatycznej w Krakowie z 1922 roku. W 1935 roku uzyskał stopień doktora filozofii na Uniwersytecie im. Jana Kazimierza we Lwowie. Studiował także na wydziale reżyserii Państwowego Instytutu Sztuki Teatralnej. Od 1949 roku do śmierci był profesorem wydziału aktorskiego w łódzkiej szkole filmowej. W filmie fabularnym debiutował w 1938 roku, miał na swoim koncie około ponad 30 drugoplanowych ról filmowych. Pochowany na cmentarzu komunalnym Doły w Łodzi.

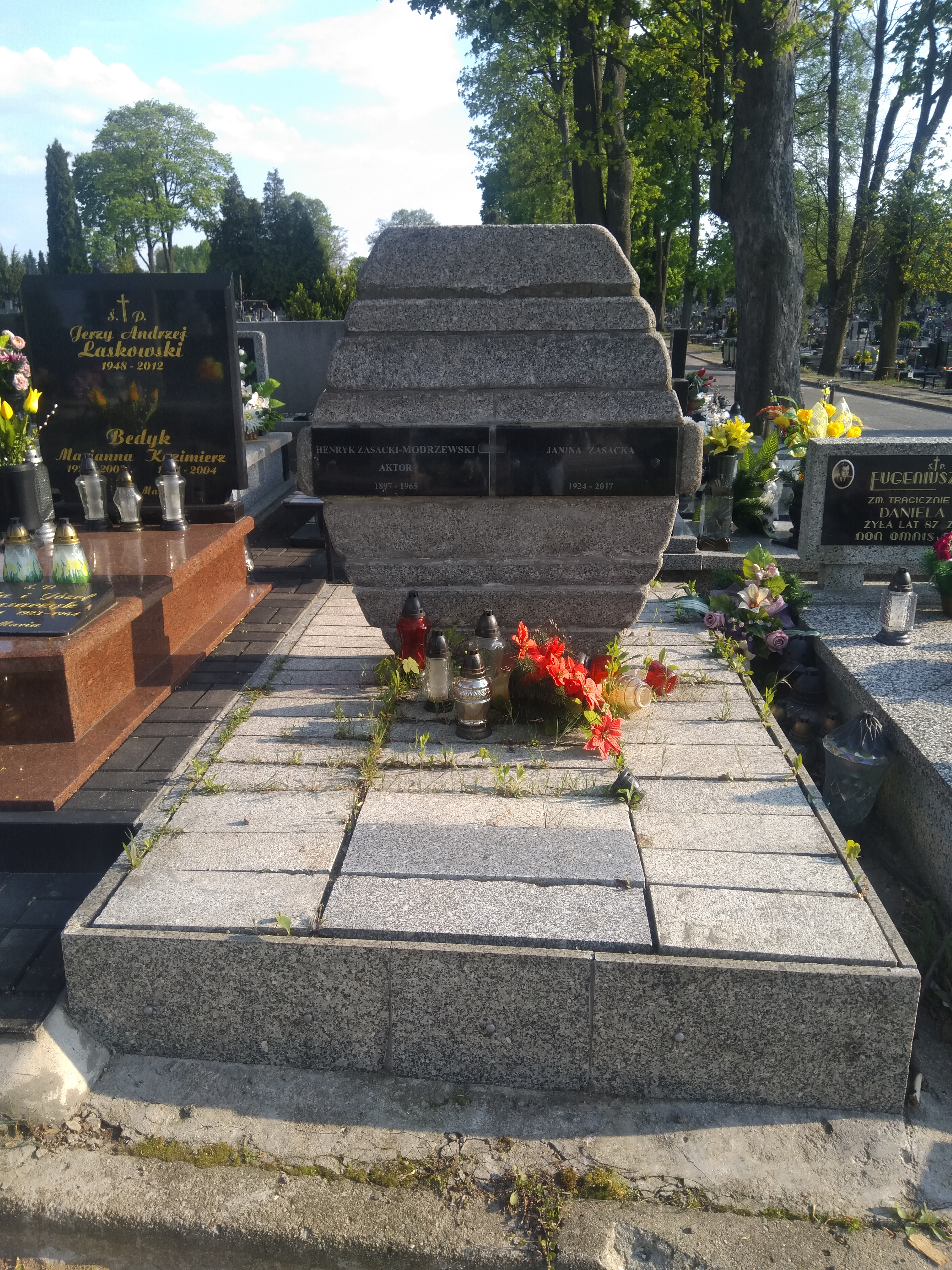
Grób aktora Henryka Modrzewskiego na cmentarzu katolickim na Dołach w Łodzi

## Teatr
- Teatr im. Juliusza Słowackiego w Krakowie (1922–1923, 1924–1925 i 1931–1935)
- Teatr Reduty (1923–1924, 1925–1928 i 1935–1936)
- Teatr Miejski w Lublinie (1945)
- Teatr Wojska Polskiego (1945–1946)
- Teatr Dramatyczny w Krakowie (1946)
- Teatr Młodego Widza w Krakowie (1948–1949)
- Teatr im. Stefana Jaracza w Łodzi (1960–1965)

## Wybrana filmografia
- Dwa żebra Adama (1963), reż. J. Morgenstern – nauczyciel
- O dwóch takich, co ukradli księżyc (1962), reż. J. Batory – krawiec w Zapiecku
- Walet pikowy (1960), reż. T. Chmielewski – kasjer w "Animie"
- Kolorowe pończochy (1960), reż. J. Nasfeter – stary nauczyciel
- Wolne miasto (1958), reż. S. Różewicz – Pluske, urzędnik pocztowy
- Pętla (1957), reż. W. J. Has – kasjer w kawiarni
- Król Maciuś I, (1957), reż. W. Jakubowska – nauczyciel języka ojczystego
- Warszawska premiera (1950), reż. J. Rybkowski – Sennewald

## Odznaczenia
- Krzyż Kawalerski Orderu Odrodzenia Polski (1961)
- Honorowa Odznaka Miasta Łodzi (1963)